# Institut Valencià de l'Audiovisual i de la Cinematografia Ricardo Muñoz Suay
L'Institut Valencià de l'Audiovisual i de la Cinematografia Ricardo Muñoz Suay (IVAC) fou una entitat pública sotmesa al dret privat, empresa de la Generalitat Valenciana adscrita a la conselleria amb competència en matèria de cultura, creada l'any 1998 i que tenia com a finalitat l'adquisició, la conservació, la restauració, l'estudi i la difusió del patrimoni audiovisual i dels béns culturals directament relacionats amb ell, el foment i la promoció de l'audiovisual valencià, i la planificació, execució i coordinació de la política cultural de la Generalitat en el camp de la cinematografia i l'audiovisual.
Fou suprimit el 31 de desembre de 2012 i les seues funcions foren assumides per l'entitat CulturArts Generalitat.
Dins la seva estructura va integrar a la Filmoteca de la Generalitat Valenciana, que va néixer en 1985.
L'Institut porta el nom del cineasta valencià Ricardo Muñoz Suay, fundador i primer director de la Filmoteca de la Generalitat Valenciana. L'IVAC (o "la Filmoteca", com és majorment conegut) intenta dur a terme una labor cultural en les matèries relatives al cinema, i especialment sobre les pel·lícules i cinematografies del País Valencià.
La Filmoteca realitza les funcions pròpies d'un centre d'aquestes característiques, com són la conservació, restauració, catalogació i divulgació del patrimoni i la cultura cinematogràfics. També funciona com a institució cultural dedicada a la creació, producció i formació cinematogràfiques i audiovisuals, per mitjà de diferents convocatòries, concursos i ajuts directes.
La seu es troba a l'edifici Rialto, situat a la plaça de l'Ajuntament de la ciutat de València. El seu arxiu es troba en el parc tecnològic de la propera població de Paterna.

## Activitats
Es realitzen diverses activitats a l'entorn de la Filmoteca, com projeccions, cicles i conferències. També realitza diverses activitats en altres localitzacions, tant a l'aire lliure com la Filmoteca d'estiu, als Jardins del Túria, en la ciutat de València, i en diversos municipis del país.
També com a institució disposa d'una àmplia sèrie d'activitats:
- Publicacions pròpies
- Fons bibliogràfics
- Restauracions i conservació